# Villa Strohl-Fern
Villa Strohl-Fern ist die Bezeichnung für das Gelände mit Palazzo und Chalets im Westen des Parks der Villa Borghese in Rom, bekannt für die „Studios“ und „Ateliers“, welche Alfred Strohl-Fern prominenten Künstlern im späten 19. und frühen 20. Jahrhundert zur Verfügung gestellt hatte.

## Lage
Die Villa Strohl-Fern liegt auf der Erhebung von Monte Parioli, nur wenige Meter von der Piazza del Popolo entfernt. Linker Hand des Haupteingangs sind die Gärten der Villa Borghese. Aus der Vogelperspektive aufgenommen bekommt man eine Idee zu der Lage und Größe der 80.000 Quadratmeter, welche quasi die Form eines Dreiecks bilden: nach Westen der Piazzale Flaminio, im Norden die Viale di Valle Giulia, sichtbar mit Museo Nazionale Etrusco di Villa Giulia begrenzt und im Osten liegt der monumentale Eingang der Villa Borghese.
Villa Strohl-Fern verfügt über drei Eingänge: einen auf der Via di Villa Ruffo (Piazzale Flaminio), den zweiten am Piazzale di Villa Giulia und den dritten, heutigen Zugang, in der Viale Madams Letizia (Villa Borghese).

## Geschichte

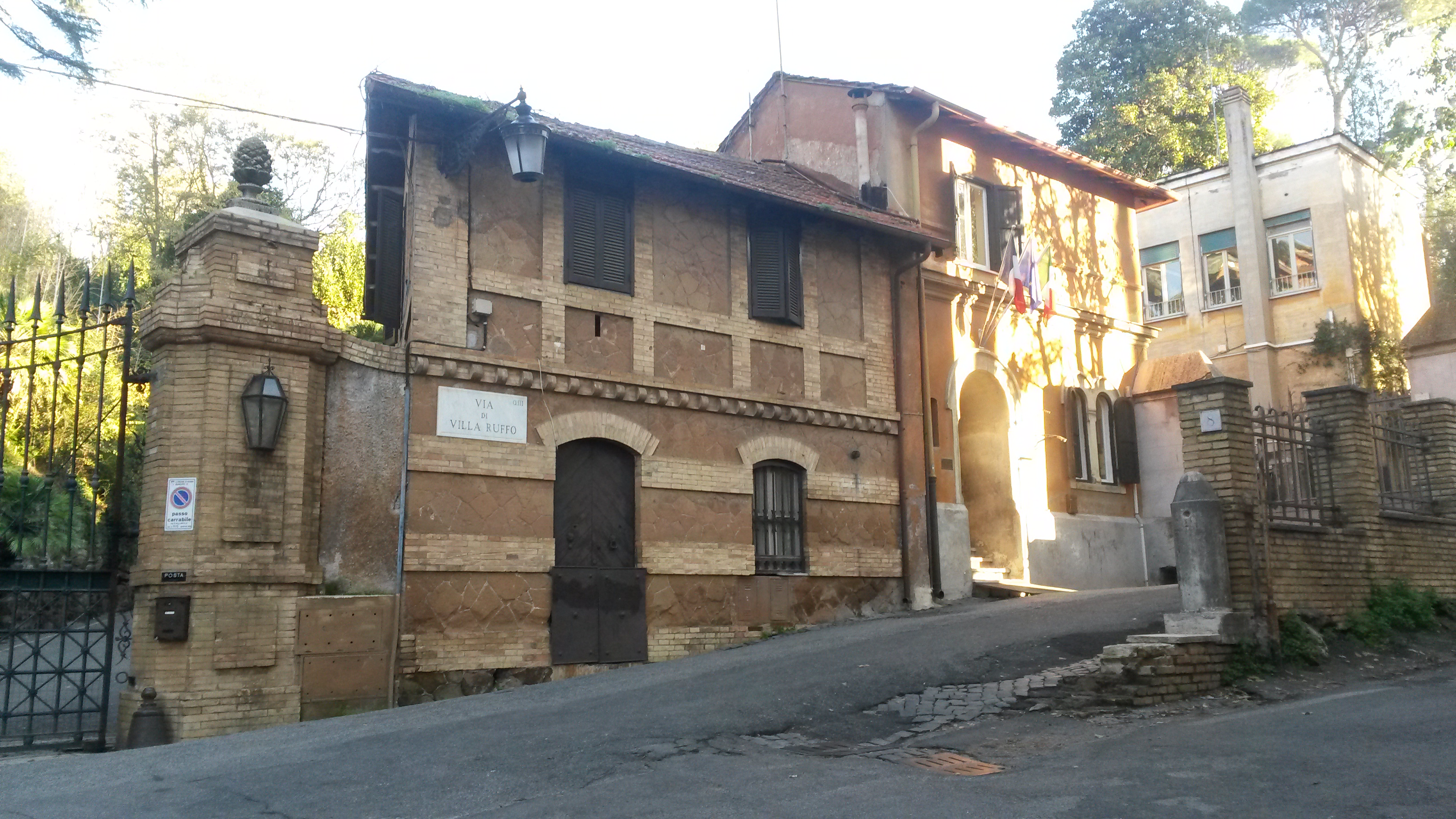
Villa Strohl-Fern, Lycée Chateaubriand de Rome, Via di Villa Ruffo, 31

Alfred Strohl-Fern (* 1847 in Markirch; † 1927 in Rom), ein wohlhabender, aus dem Elsass stammender Bildhauer, Kunstmäzen und Idealist mit philanthropischen Neigungen, erwarb 1879 in Rom ein acht Hektar großes Grundstück am Monti Parioli unweit der Piazza del Popolo. Er hatte die Utopie, Künstler aller Nationen und Kunstgattungen in seiner nach ihm benannten Villa zu vereinen. Strohl gab der Villa seinen Namen und fügte in Andeutung auf sein Exil das Adjektiv „fern“ hinzu.
Dazu errichtete er nach eigenen Plänen Villen, Künstlerateliers und -wohnungen und urbanisierte das damalig wilde Gelände mit Gärten und der Parkanlage. Das Ergebnis waren neugotische Gebäude und elegante, zweistöckige Chalets in einem Park mit schöner Aussicht gelegen und archäologischen Funden entlang der Alleen. Strohl-Fern war ein Liebhaber der klassischen Antike und hatte einen großen Garten mit römischen Antiquitäten gefüllt. Der Park selbst hatte künstliche und natürliche Eigenschaften wie Zement-Bäume, mit Stalaktiten geschmückte Brunnen, Becken mit Goldfischen, falsche und echte Grotten, überdachte Brücken, einen künstlichen See und einen Obstgarten und Gemüsegarten. Der Obergärtner der Gärtnerlehranstalt Köstritz Willy Vögler-Scherf übernahm 1900 die Leitung der deutschen Handelsgärtnerei auf Villa Strohl-Fern.

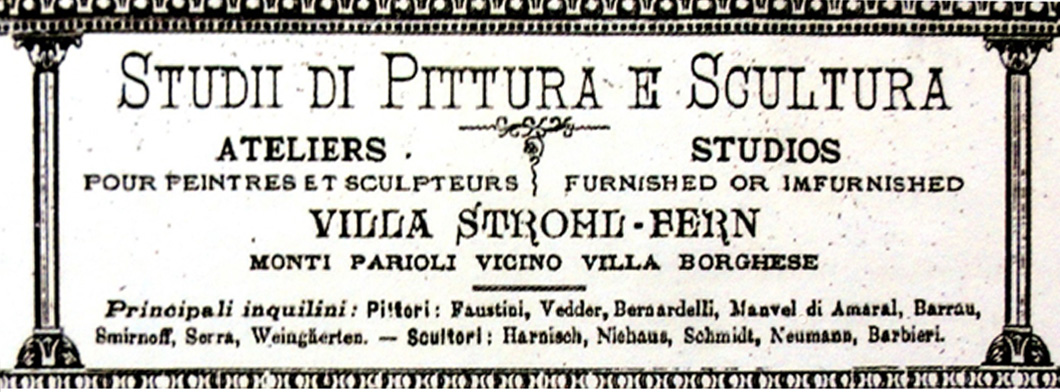
Studii di Pittura e Scultura, Ateliers für Maler und Bildhauer / Studios möbliert oder unmöbliert, in Guida Monaci, 1888

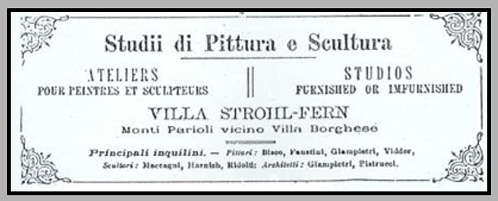
Studii di Pittura e Scultura, Ateliers für Maler und Bildhauer / Studios möbliert oder unmöbliert

Alfred Strohl-Fern selbst lebte in einem abgeschlossenen Bereich im „Palazzo di Strohl“, auch „Palazzo Grande“ genannt, um hier als Maler, Bildhauer, Photograph, Schriftsteller und Komponist tätig zu sein. Seine stumme Schirmherrschaft war ruppig, doch recht großzügig, da er eine geringe Gebühr für die Ateliers und Studios verlangte, in welchen die Künstler an der Wende des späten 19. und frühen 20. Jahrhunderts wohnten und arbeiteten. Zum Ende des 19. Jahrhunderts war die Villa Strohl-Fern zu einem wichtigen Zentrum geworden und mit seinen achtundzwanzig Studios sehr begehrt. 1882 waren bereits über neun Chalets, die „Studio di Pittura e Scultura“, fertiggestellt. Viele deutsche Künstler mit traditioneller „Italiensehnsucht“ wie Franz Lenbach, Ludwig Seitz, Max Klinger, Louis Tuaillon oder die Deutschrömer wie Anselm Feuerbach, Hans von Marées oder Adolf von Hildebrand hatten sich für die wichtigsten Jahre ihrer Ausbildung Italien gewählt, manche Rom, aber auch Florenz und Venedig. Arnold Böcklin gehörte ab 1880 zu den ersten Künstlern mit Aufenthalt in der Künstlerkolonie. Die Villa Strohl-Fern war nicht nur der Zufluchtsort für Künstler in Rom, sondern wurde auch zu einem Ort der Referenz von Malern, Bildhauern, Musikern und Schriftstellern. Ab 1883 mietete die Königliche Akademie der Künste zu Berlin für ihre Rom-Stipendiaten Ateliers der Villa Strohl-Fern an. Der Bildhauer Robert Cauer hatte ab Oktober 1883 den Auftrag der preußischen Regierung, die Stipendiaten vor Ort zu beaufsichtigten und löste seinen Vorgänger, den Bildhauer Paul Otto, ab. Doch gab es viel zu wenig Ateliers, um die nach Rom strebenden Künstler aufzunehmen.

„Im Interesse der in Rom studierenden Stipendiaten der Berliner Akademie hat diese wohl drei Ateliers in den Gärten der Villa Strohl-Fern vor der Porta del Popolo gemietet; diese Räume reichten aber seit langem nicht mehr aus, da alljährlich studienhalber mindestens vier neue Stipendiaten der Akademie allein nach Rom zu reisen verpflichtet wurden, und viele jüngere preussische Künstler, die ihren Studien in Rom obliegen, die bei weitem teurern Privatateliers zu mieten gezwungen waren.“

Erst ab 1913 konnten die Stipendiaten mit Rom-Preis in der Villa Massimo unterkommen.
Anton Giulio Bragaglia drehte 1916 in der Villa Strohl-Fern den futuristischen Film „Thaïs-Les Possédées“ mit den Schauspielern Thaïs Galitsky, Liena Leonidoff, Augusto Bandini (Oskar), Alberto Casanova. Das Bühnenbild gestaltete Enrico Prampolini.
Nach dem Tod von Alfred Strohl-Fern ging das Anwesen 1927, mit einer Reihe von gewollten Bedingungen, an die Französische Regierung. Einige Künstler blieben auf dem Anwesen und arbeiteten weiterhin in ihren Ateliers. Doch die meisten der Studios verfielen. In 1934 eröffnete die aus Russland stammende Bildhauerin Lidija Aleksandrovna Trenina Franketti zusammen mit ihrem Mann, dem Maler Vladimir Feliksovič Franketti, ein Studio und eine Kunstschule in der Villa Strohl-Fern.
Bis 1944 war die Villa im Besitz des französischen Gouverneurs von Rom und das Gelände für die Öffentlichkeit zugänglich. Im Zweiten Weltkrieg, ab dem Eintritt Italiens gegen Frankreich im Juni 1940, verkaufte der Kanzler der Botschaft neben den Werken von Strohl auch die Möbel und alte Musikinstrumente an Second-Hand-Händler. Ab 1957 wurden dem Gymnasium Lycée Chateaubriand di Roma Räumlichkeiten auf dem Gelände zugewiesen.
1984 wurde die „Vereinigung der Freunde von Villa Strohl-Fern“ (Associazione Amici di Villa Strohl-Fern) von Antonello Trombadori gegründet. Ziel der Gruppe von Künstlern und römischen Intellektuellen war der Schutz der territorialen Einheit und der Landschaftsarchitektur, um den Nachlass von Alfred Strohl zu erhalten. Seit 2005 ist der Zugang zur Villa Strohl-Fern, dank der Vereinbarung zwischen Italien mit der Stadt Rom und Frankreich wieder möglich. So wurden 2005 in diesem Sinne Pläne zur Erhaltung und Nutzung des Geländes gemacht und ab 2010 umgesetzt.

## Studios und Ateliers der Villa Strohl-Fern
Im „Palazzo Grande“ waren die Studios Nr. 1 bis Nr. 7. Das Studio Nr. 6 im „Palazzo Grande“ war der Wohnsitz des Verwalters mit seiner Familie. Studio Nr. 9, welches heute nicht mehr besteht, wurde mit „Palazzina Liberty“ bezeichnet.
An der „Viale degli studi“ lagen die Studios, darunter Nr. 12, 22, 23, 24, 25 und 28, welche mit ihren Dachfenstern, Treppen, Türen, Fenstern in ihren Dimensionen gleich waren, nur im Material der Wände oder Böden gab es Unterschiede, manche waren aus Stein andere in Beton.
Das Studio Nr. 12, das Trombadori Atelier, besteht aus einem großen Raum von etwa acht Metern Höhe, mit einem Dachfenster in der Decke und an der Nordwand. Eine Holztreppe führt in den Ziegeldachboden, von welchem man nach Süden sowohl in das Studio als auch auf die Straße blicken kann. Dazugehörig ein privater Garten. Der erste Vertrag zu Studio 12 wurde 1883 mit der Preußischen Akademie der Künste geschlossen. Stipendiaten der Akademie arbeiteten dort im Wechsel bis zum Vorabend des Ersten Weltkrieges. Später übernahm es der Maler Cipriano Efisio Oppo (1891–1962), der es mit Francesco Trombadori 1931 verließ. Seit 1985 steht Trombadoris Atelier unter Denkmalschutz, enthält Einrichtungsobjekte aus der Epoche, mehrere Werke sowie das Archiv und die Bibliothek des Malers.
Im hinteren Teil des Parks auf einer Brücke gebaut gab es das „Studio al Ponte“, die Nr. 8, ein kleines Gartenhaus aus Holz. Hier verbrachte Rainer Maria Rilke den Winter 1903/1904. Der Maler Otto Sohn-Rethel, ein Freund der Maler der Künstlerkolonie Worpswede, hatte ihm sein Studio überlassen.

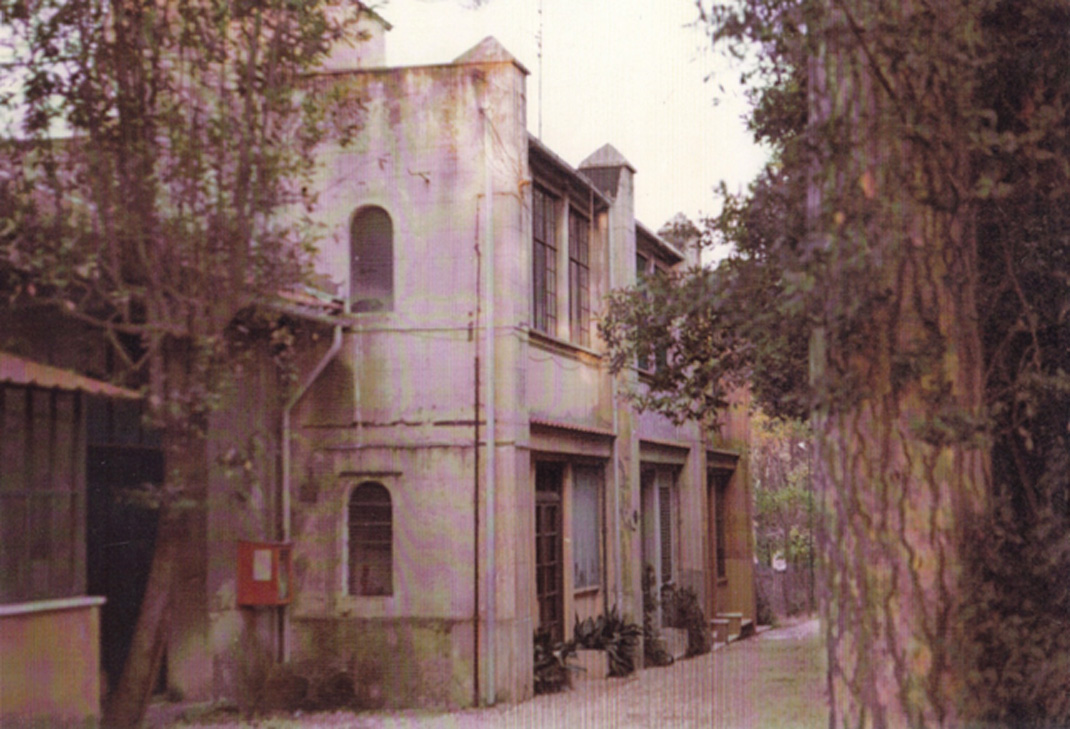
Chalet Studio Nr. 12
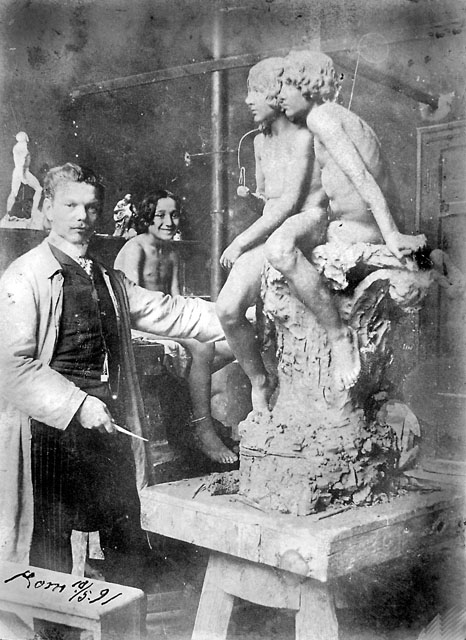
Wilhelm Haverkamp im Atelier Studio Nr. 7 der Villa Strohl-Fern, 1891
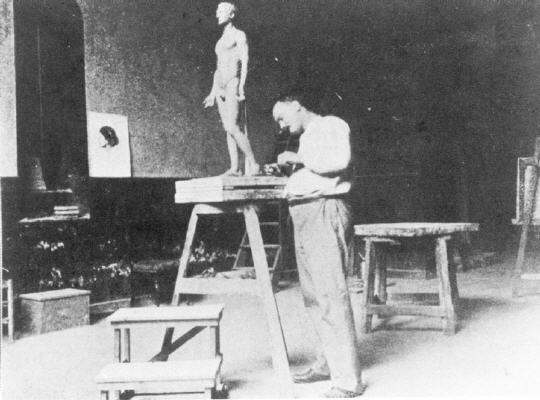
Karl Stauffer-Bern im Atelier der Villa Strohl-Fern, vor 1891
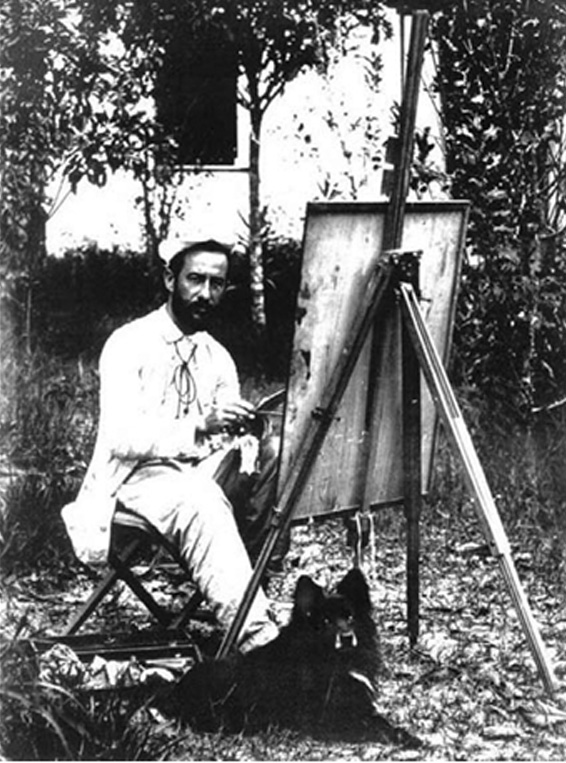
Henrique Bernardelli, 1888
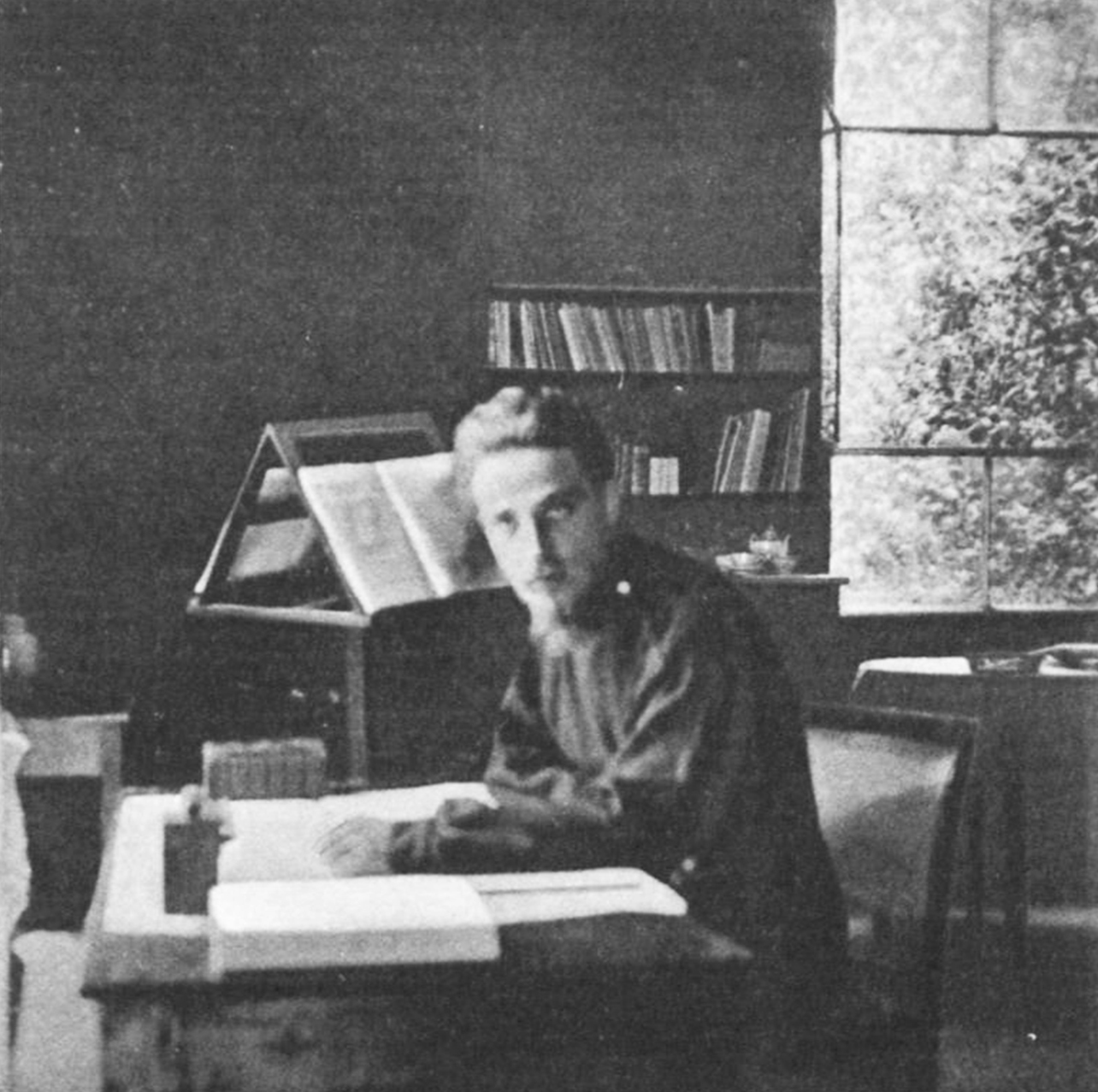
Rainer Maria Rilke im Studio al Ponte im Garten der Villa Strohl-Fern in Rom, 1904
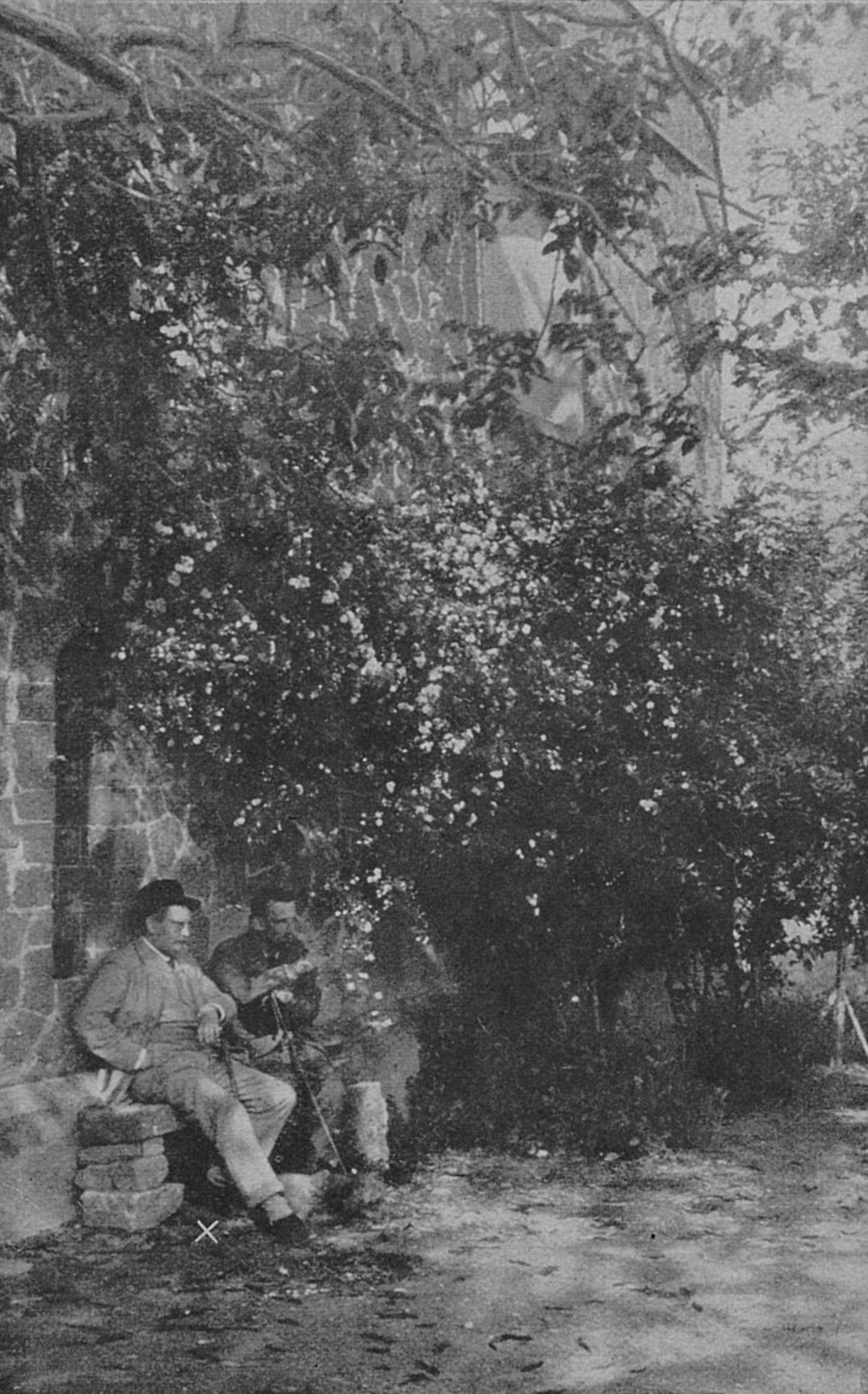
Otto Erich Hartleben (x) in der Villa Strohl-Fern, neben ihm der Bildhauer Max Levi, um 1904

## Künstler mit Aufenthalt in der „Villa Strohl-Fern“ (Auswahl)
- Mario Agrifoglio (1877–1972), italienischer Maler, Freskenmaler und Bildhauer, 1904–1908
- Adolph Amberg, deutscher Bildhauer, Medailleur, zwischen 1901 und 1913
- Antonio Baldini, italienischer Schriftsteller, wiederholte Aufenthalte
- Giacomo Balla, italienischer Maler, wiederholte Aufenthalte[19]
- Bruno Barilli, italienischer Komponist, Schriftsteller und Journalist, wohnte in einem Chalet
- Laureà Barrau, katalanischer Maler, 1888
- Milena Pavlović-Barili, jugoslawische Malerin und Dichterin, in den 1930er Jahren Besuch des Vaters Bruno Barilli
- Amerigo Bartoli Natinguerra, italienischer Maler und Karikaturist, in den frühen 1920er Jahren
- Dimitrie Berea (1908–1975), rumänischer Maler, 1937–1939
- Henrique Bernardelli (1857–1936), brasilianischer Maler, 1888[20]
- Robert Bednorz, deutscher Bildhauer, 1911–1912
- Karl Albert Bergmeier, deutscher Bildhauer, (Große Staatspreis mit Rom-Stipendium 1881) 1883[21]
- Otto Beyer (1873–1913), deutscher Bildhauer, (Rom-Stipendium der Dr. Paul Schultze-Stiftung 1899) 1899–1900[22]
- Alfredo Biagini (1886–1952), italienischer Bildhauer, lebte und arbeitete von 1926 bis 1952 in Studio Nr. 2 und Nr. 22
- Amedeo Bocchi (1883–1976), italienischer Maler, ab 1915 bis 1976[23]
- Anton Giulio Bragaglia, italienischer Künstler im Bereichen Fotografie, Film und Bühnenbild, 1916–1917
- Oskar Brázda, tschechischer Maler und Bildhauer, 1914–1915 im Studio Nr. 1 mit Amelie Posse
- Hans Bremer, deutscher Maler und Grafiker, (Rom-Stipendium 1911)
- Karl Alexander Brendel, deutscher Maler und Holzschneider, 1908–1909
- Renato Brozzi (1885–1963), italienischer Bildhauer, Kupferstecher und Goldschmied, seit 1915 zusammen mit Bocci[24]
- Gisberto Ceracchini (1899–1982), italienischer Maler, ab 1925 sein Leben lang[25]
- Thomas Cool (1851–1904), friesischer Maler, 1892–1896[26]
- Hermann Clementz, deutscher Maler, 1883
- Giuseppe Cominetti (1882–1930), italienischer Maler
- João Zeferino da Costa (1840–1916), brasilianischer Maler, um 1887/1888
- Ercole Drei (1886–1973), italienischer Bildhauer, 1921–1973 im Studio Nr. 1
- Burkhart Ebe, deutscher Bildhauer, 1911–1912
- Rudolf Eichstaedt, deutscher Maler, (Große Staatspreis mit Rom-Stipendium 1882) 1883–1884
- Benno Elkan, deutscher Bildhauer, (Rom-Preis der Michael-Beer-Stiftung) 1907–1911
- Eberhard Encke, deutscher Bildhauer, 1907–1908
- Jehudo Epstein, russischer Maler, 1894 und 1900
- Ernst Freese (1865–1949), deutscher Bildhauer, 1894–1895
- Hans Everding, deutscher Bildhauer, (Große Staatspreis mit Rom-Stipendium 1899) 1899–1901 und weitere Jahre[27]
- Ludwig Fahrenkrog, deutscher Dichter, Schriftsteller, Maler, 1893/1894
- Hanns Fechner, deutscher Maler, Grafiker und Schriftsteller, zwischen 1883 und 1891
- Reinhold Felderhoff, deutscher Bildhauer und Medailleur, 1885–1886
- Ernesto de Fiori, österreichischer Bildhauer, Maler und Zeichner, um 1907
- Nikolaus Friedrich, deutscher Bildhauer, 1896
- Leopold Fleischhacker, deutscher Bildhauer, (Rom-Preis der Michael-Beer-Stiftung 1905) 1905
- Bernhard Frydag, deutscher Bildhauer und Medailleur, (Rom-Stipendium 1910) 1912
- Emil Fuchs, österreichischer Bildhauer, Medailleur, Grafiker und Maler, 1892/1893 und 1897
- August Gaul, deutscher Bildhauer, 1898–1900
- Ernst Moritz Geyger, deutscher Bildhauer, Medailleur, Maler und Radierer, zwischen 1883 und 1891
- Henryk Glicenstein, polnisch-US-amerikanischer Bildhauer, Radierer und Maler, 1895–1897
- John William Godward, britischer Maler, 1912–1919 Studio Nr. 2[28]
- Grigoriy Goldstein (1878–1938), russischer Maler, um 1902 bis 1905[29][30]
- Johannes Götz, deutscher Bildhauer, 1892–1894
- Reinhold Grohmann, deutscher Maler, 1906–1907
- Maria Gundrum, Schweizer Lehrerin, Malerin, Kunsthistorikerin, 1903–1905
- Alfred Haensch, deutscher Maler, 1910–1912
- Hermann Haller, Schweizer Bildhauer, 1904–1905
- Wilhelm Haverkamp, deutscher Bildhauer und Medailleur, (Rom-Stipendium 1890) 1891/1892
- Bernhard Heising, deutscher Bildhauer, (Rom-Stipendium 1896) 1896/1897
- Georg Hengstenberg (1879–1959), deutscher Bildhauer, 1902 und (Große Staatspreis mit Rom-Stipendium 1908) 1908–1911
- Eugen Hersch (1887–1967), deutscher Maler und Grafiker, (Rom-Preis der Michael-Beer-Stiftung) 1910–1911
- August Herzig, deutscher Bildhauer, zwischen 1893 und 1891
- Ludwig Heupel-Siegen, deutscher Maler, 1892
- Werner Heuser, deutscher Maler, 1905, 1908–1914
- Karl Hilgers, deutscher Bildhauer, zwischen 1895 und 1898
- Mathilde und Karl Hofer, deutscher Maler, 1903–1904
- Gottfried Hofer, österreichischer Maler, 1901–1909
- Alexander Hohrath (1878–1913), deutscher Architekt, (Großer Staatspreis mit Rom-Stipendium 1904) 1904/1905
- Hermann Huber (1888–1967), Schweizer Maler, Winter 1908–1909
- Gerhard Janensch (1860–1933), deutscher Bildhauer, (Rom-Stipendium 1884) 1884/1885
- Arthur Johnson US-amerikanischer Karikaturist, Zeichner und Maler, zwischen 1901 und 1913
- Tyra Kleen (1874–1951), schwedische Schriftstellerin und Illustratorin, ab 1897
- Hans Klett (1876–1950), deutscher Bildhauer, (Rom-Stipendium) 1908/1909
- Fritz Klimsch, deutscher Bildhauer und Medailleur, (Rom-Stipendium 1894) 1894/1895
- Isidore Konti (1862–1938), österreichischer Bildhauer, 1886–1887
- Johann Robert Korn, deutscher Bildhauer, (Rom-Preis der Michael-Beer-Stiftung 1904) 1904–1905
- August Kraus, deutscher Bildhauer und Medailleur, (Rom-Stipendium 1900) 1900
- Hans Krückeberg, deutscher Bildhauer, (Große Staatspreis mit Rom-Stipendium 1906) 1906/1907
- Otto Kuhlmann, deutscher Architekt, zwischen 1901 und 1913
- Martin(o) Kurreck (1868–1957), deutscher Maler, um 1905
- Erwin Küsthardt, deutscher Maler und Bildhauer, 1899/1900 und 1901
- Wilhelm Kumm (1861–1939), deutscher Bildhauer und Medailleur, 1893/1894[31]
- Richard Langer, deutscher Bildhauer, (Rom-Stipendium 1912) 1912–1913
- Hans Latt, deutscher Bildhauer, 1883–1885
- Adolf Lehnert, deutscher Bildhauer und Medailleur, 1888–1889
- Ferdinand Lepcke, deutscher Bildhauer, 1893–1894[32]
- Carlo Levi, italienischer Schriftsteller, Maler und Politiker, 1948–1975[33]
- Max Levi (1863–1912), deutscher Bildhauer, (Stipendium der Michael-Beer-Stiftung) 1893–1897, 1900–1904
- Arthur Lewin-Funcke (Arthur Levin), deutscher Bildhauer und Medailleur, 1895–1897
- Josef Limburg, deutscher Bildhauer, (Rom-Preis der Dr. Paul Schultze-Stiftung 1899; Michael-Beer-Stiftung 1900) 1900–1902
- Sigmund Lipinsky, deutscher Maler und Grafiker, 1902–1905[34]
- Otto Marcus, deutscher Maler, Illustrator und Karikaturist, (Rom-Preis der Michael-Beer-Stiftung 1889) 1889–1890[35]
- Rudolf Marcuse, deutscher Bildhauer, zwischen 1901 und 1913
- Renato Marino Mazzacurati (1909–1969), italienischer Bildhauer und Maler, 1927–1928
- Edgar Meyer deutscher Maler, 1886[36]
- Walter Meyer-Lüben (1867–1905), deutscher Maler, 1903[37]
- Umberto Moggioli (1886–1919), italienischer Maler, 1916–1919 Bewohner des Studio Nr. 24
- David Mosé (1870–1902), österreichischer Maler, 1899–1900
- Wilhelm Müller-Schönefeld deutscher Maler und Lithograf, 1897
- Carl Neuhaus (1881–1929), deutscher Bildhauer, 1909
- Ludwig Nick (1873–1936), deutscher Bildhauer, (Rom-Preis, Stipendium der Dr. Paul Schultze-Stiftung 1908)[38] 1908–1909
- Charles Henry Niehaus (1855–1935), US-amerikanischer Bildhauer, zwischen 1883 und 1888[39]
- Paul Oesten, deutscher Bildhauer, (Rom-Stipendium während des Studiums) 1905–1906
- Edward Okuń, polnischer Maler, 1898–1918
- Joseph Oppenheimer, deutscher Maler, 1895
- Cipriano Efisio Oppo (1891–1962), italienischer Maler, 1914–1930
- Paul Osswald (1883–1952), Schweizer Bildhauer und Maler, um 1908[40]
- Paul Peterich, deutscher Bildhauer, (Rom-Stipendium 1890) 1890 und zwischen 1894 und 1899
- Ernst Christian Pfannschmidt, deutscher Maler und Illustrator, 1898–1905[41]
- Jacob Pleßner deutscher Bildhauer, (Rom-Preis der Michael-Beer-Stiftung 1901) 1901–1903[42]
- Armand Point (1860–1932), französischer Maler, 1900
- Amelie Posse-Brázdová (1884–1957), schwedische Autorin, 1914–1915 im Studio Nr. 1 mit Oskar Brázda
- Hermann Prell, deutscher Bildhauer und Maler, 1892–1893
- Alfred Raum, deutscher Bildhauer, (Große Staatspreis mit Rom-Stipendium 1902), 1902–1903
- Fritz Rhein, deutscher Maler, 1899/1900
- Karl Reinert (* 1870), deutscher Bildhauer, 1896–1897
- Ilja Jefimowitsch Repin, russischer Maler, 1911
- Ottilie Reylaender, deutsche Malerin, 1908[43]
- Rainer Maria Rilke, deutscher Dichter, 1903–1904[44]
- Andrea Robbi, Schweizer Maler,  um 1894/1895[45]
- Fritz Röll, deutscher Bildhauer, (Große Staatspreis mit Rom-Stipendium 1909) 1909–1912
- Otto Roloff (1882–1972), deutscher Maler, zwischen 1901 und 1913
- Martin Schauß, deutscher Bildhauer und Medailleur, 1898–1900
- Nikol Schattenstein, 1877–1954, russisch-amerikanischer Maler, 1903/04, 1906
- Walther Schmarje, deutscher Bildhauer und Medailleur, Rom-Stipendium 1901, 1905[46]
- Heinrich Schmidt-Rom deutscher Maler, 1903–1905
- Walter Schulze-Thewis (1872–nach 1920), deutscher Bildhauer, um 1905
- Ferdinand Seeboeck, österreichischer Bildhauer, 1889–1902
- Bernhard Sehring, deutscher Architekt, (Rom-Stipendium 1883) 1883–1885
- Enrique Serra (1860–1918), spanischer Maler
- Karli Sohn-Rethel, deutscher Maler, 1906
- Otto Sohn-Rethel, deutscher Maler, zwischen 1902 und 1908 / 1924
- Heinrich Splieth, deutscher Bildhauer und Medailleur, zwischen 1905 und 1910
- Emil Stadelhofer, deutscher Bildhauer, 1901–1902
- Karl Stauffer-Bern, Schweizer Maler, Radierer und Bildhauer, 1888
- Maurice Sterne, US-amerikanischer Grafiker, Maler und Bildhauer, um 1907, zwischen 1923 und 1929 mit seiner Frau Vera Segal Sterne, US-amerikanische Tänzerin
- Curt Stoeving, deutscher Maler, Zeichner, Architekt, Bildhauer, Medailleur, 1895
- Georg Thür, deutscher Architekt, 1905
- Franz Triebsch, deutscher Maler, 1899–1900
- Francesco Trombadori, italienischer Maler, 1919–1931[47]
- Lesser Ury, deutscher Maler und Grafiker, 1890/1891
- Elihu Vedder, amerikanischer Maler, Buchillustrator und Poet, 1888
- Heinrich Vogeler, deutscher Maler, 1903[48]
- Wilhelm Wagner (1887–1968), deutscher Maler und Grafiker, (Große Staatspreis mit Rom-Stipendium 1906) 1906
- Wilhelm Wandschneider, deutscher Bildhauer, (Preis der Philipp-von-Rohr-Stiftung 1895) Dezember 1895 bis Mai 1896
- Pedro Weingärtner, brasilianischer Maler, 1887
- Ernst Wenck, deutscher Bildhauer, zwischen 1885 und 1891
- Clara Westhoff, deutsche Bildhauerin und Malerin, 1903–1904[49]
- Arthur Wilken, deutscher Maler und Radierer, (Rom-Preis der Michael-Beer-Stiftung) 1911/1912
- Peter von Woedtke, (1864–1927), deutscher Bildhauer, 1895
- Heinrich Wölfflin, (1864–1945), Schweizer Kunsthistoriker, 1903–1905
- Erich Wolfsfeld, deutscher Maler und Grafiker, zwischen 1901 und 1913
- Michail Alexandrowitsch Wrubel, russischer Maler, Bildhauer, Keramiker und Bühnenbildner, 1891–1892
- Richard Ziegler, deutscher Maler, Zeichner und Grafiker, zwischen 1901 und 1913